# Carduus dahuricus
Carduus dahuricus là một loài thực vật có hoa trong họ Cúc. Loài này được (Arènes) Kazmi mô tả khoa học đầu tiên năm 1964.